# Gelbblättriger Zimt-Hautkopf
Der Gelbblättrige Hautkopf oder Gelbblättrige Zimt-Hautkopf (Cortinarius cinnamomeoluteus) ist ein Blätterpilz aus der Familie der Schleierlingsverwandten (Cortinariaceae). Der kleine bis mittelgroße Schleierling hat jung senfgelbe Lamellen, einen gelb bis blass gelbbraunen Hut und einen ebenso gefärbten Stiel. Die Stielbasis ist nie orange gefärbt. Die elliptischen bis mandelförmigen Sporen sind teilweise bis über 10 µm lang. Der Hautkopf wächst an feuchten Standorten unter Weiden, manchmal auch unter Erlen. Die Fruchtkörper des ungenießbaren Pilzes erscheinen von Juli bis Oktober. Der Weiden-Hautkopf (C. salignus) (M.M. Moser & Gerw. Keller) G. Garnier wird heute als Synonym angesehen.

## Merkmale

### Makroskopische Merkmale
Der Hut ist 0,8–5 cm breit, anfangs stumpf kegelig oder kegelig-gewölbt, dann ausgebreitet und gewöhnlich stumpf gebuckelt. Im Alter kann er in seltenen Fällen auch in der Mitte niedergedrückt sein. Er ist citrin- oder olivgelb, später oliv-gelbbraun, ocker- oder orangebraun gefärbt. Alte Exemplare können auch schwach rotbräunliche bis umbrabräunliche Töne haben, besonders in der Hutmitte. Der Hutrand bleibt lange Zeit mehr oder weniger gelb. Durchfeuchtet hat der nicht hygrophane Hut oft umbrabraune Flecken. Die Oberfläche ist jung radial faserig, besonders zum Rand hin. Ältere Fruchtkörper haben am Rand oft sehr feine, angedrückte Schüppchen (Lupe!), die Mitte kann dann mehr oder weniger kahl und seidig-glänzend sein. Junge Fruchtkörper haben am Hutrand oft noch Fasern des flüchtigen, gelben Schleiers.
Die breit angewachsen und mäßig gedrängt stehenden Lamellen sind jung citrin-, senf- oder oliv-gelb gefärbt und bleiben dies recht lange, zuletzt sind sie bräunlich-orange bis oliv-rostbraun gefärbt. Der Hut hat etwa 20–40 durchgehende Lamellen. Zwischen zwei durchgehenden Lamellen liegen meist (1) 3 (7) Zwischenlamellen. Die bauchigen Lamellen sind laut Moser 2–6 mm, nach Kuyper bis zu 8 (–ll) mm breit. Die fertile Schneide ist gleichfarbig oder blasser. Sie ist glatt und kann manchmal leicht flockig sein. Laut M. Moser ist sie oft stark schartig.
Der gewöhnlich mehr oder weniger verbogene Stiel ist 2–11 cm lang und 1,5–7 (10) mm breit. Er ist zylindrisch oder zur Basis hin leicht verdickt und strohgelb, dann mehr oder weniger olivgelb gefärbt. Oft haften an ihm einige durch den Sporenstaub orange- bis rostbraun verfärbte Cortinafasern. Die Stielbasis ist manchmal stärker oliv-bräunlich gefärbt, während die Spitze hin leicht gelb-bereift ist. Das Stielinnere ist ausgefüllt und erst im Alter hohl. Der Basalfilz an der Basis ist mehr oder weniger gelb. Die gewöhnlich flüchtige Cortina ist anfangs gelb oder olivgelb gefärbt.
Auch das ziemlich feste Fleisch ist gelb oder gleichfarbig zur Oberfläche, im circa 2,5 mm dickem Hutfleisch kann es in der Mitte blasser sein. Besonders in der Stielrinde ist es lebhaft grünlich-gelb. Das Fleisch riecht schwach rettich- oder jodartig, angeschnitten oder trocknend kann sich der Geruch verstärken, mitunter fehlt er ganz. Es schmeckt mehr oder weniger mild oder bitterlich und nach Rettich. Mit KOH verfärben sich die Lamellen orangebraun und die Huthaut dunkel rotbraun.

### Mikroskopische Merkmale
Die fein warzigen Sporen sind ellipsoid bis apfelkern- oder mandelförmig und messen 7–10 × 4,2–5,2 µm. Kuyper gibt etwas größere Werte (8,0) 8,5–11,5 (12,5) × 5,5–6,0 (6,5) µm und einen durchschnittlichen Q-Wert (Quotient aus Sporenlänge und -breite) von 1,8–1,9 an. Auch sind bei ihm die Sporen grob-warziger.
Die Basidien sind viersporig und messen 28–36 × 6–9 µm, ihre Sterigmen sind etwa 5 µm lang. Auf den fertilen Scheiden findet man keine Cheilozystiden, lediglich Basidiolen und Basidien. Die Huthaut besteht aus 5–9 µm dicken, nicht inkrustierten Hyphen. Die dickeren sind in kürzere (25–35 µm), die dünneren in längere Hyphenabschnitte (50–60 µm) unterteilt. Die dünneren Hyphen liegen mehr oberflächlich. An den Septen sind Schnallen ausgebildet. Die Hyphen der Lamellentrama enthalten intrazellulär gelbe bis gelb-bräunliche Pigmentkörnchen, dabei handelt es sich wahrscheinlich um Flavomannin-6,6'-dimethylether.

## Artabgrenzung
Der Gelbblättrige Zimt-Hautkopf ist eine Art des Cinnamomeus-Croceus-Komplexes. Die zahlreichen Arten dieses Komplexes werden selbst von Experten oft nicht richtig bestimmt. Sehr ähnlich ist der Safranblättrige Hautkopf (C. croceus), mit dem er lange Zeit synonymisiert wurde. Tatsächlich hielt auch P. Orton, der Erstbeschreiber, die beide Arten für synonym. Der sehr variable Safranblättrige Hautkopf unterscheidet sich durch die kleineren Sporen, die in der Regel nicht länger als 9,5 µm lang werden und den Standort. Er wächst meist im Nadelwald unter Fichten und Kiefern. Weitere sehr ähnliche Arten sind:
Der Kupferrote Moor-Hautkopf (C. uliginosus), der ebenfalls an feuchten Stellen bei Weiden oder Erlen wächst, kann normalerweise leicht anhand seines gelborangen bis kupfer- oder ziegelroten Hutes unterschieden werden. Es gibt aber eine Forma luteus, die sich laut Kuyper nur durch ihre Pigmentzusammensetzung und nicht durch ihre Mikro- und Makromerkmale unterscheiden lässt. Die Form ist aber tendenziell mehr ockergelb gefärbt.
Der Braunhütige Sumpf-Hautkopf (C. huronensis syn. C. palustris) hat einen dunkleren Hut und wächst im Moor oder auf feuchten, mit Torfmoos bewachsenen Böden bei Birken oder Kiefern.
Laut M. Moser ist C. holoxantha, der Ganzgelbe Hautkopf, makroskopisch am ähnlichsten. Er kann am leichstesten durch sein Vorkommen im Nadelwald unterschieden werden, wo er unter Kiefern und Fichten wächst. Als weitere Verwechslungsarten nennt er den Grünerlen-Hautkopf (C. alnophilus). Dieser hat mattgelbere Fruchtkörper, größere Sporen und wächst bei Grünerlen. Der Grünblättrige Hautkopf (C. olivaceofuscus syn. D. carpineti) unterscheidet sich durch die viel stärker olivgrünen Lamellen und den brauneren Hut, sowie den Standort im Laubwald bei Hainbuchen oder Birken.

## Ökologie und Verbreitung

Europäische Länder mit Fundnachweisen des Gelbblättrigen Zimt-Hautkopfs.
Legende:
Länder mit Fundmeldungen
Länder ohne Nachweise
keine Daten
außereuropäische Länder

Der Gelbblättrige Zimt-Hautkopf kommt in Nordamerika und Europa vor. Die Verbreitung des Schleierlings ist unzureichend bekannt, da er häufig nicht von ähnlichen Hautköpfen unterschieden oder mit diesen verwechselt wird. Am häufigsten ist er in nördlich der borealen und der arktisch-alpinen Zone, aber er kann auch im temperaten Tiefland vorkommen. Er wurde auf Island, Grönland und in Alaska nachgewiesen. In Norwegen reicht sein Verbreitungsgebiet bis zum Nordkap. Während er in Nordeuropa recht häufig ist, ist er in Südeuropa selten oder fehlt ganz. In Griechenland wurde er in einem Tannenwald nachgewiesen, sodass eine Verwechslung mit dem Safranblättrigen Hautkopf naheliegt. In den Niederlanden ist der Schleierling mäßig häufig. In Großbritannien wächst er laut Orton teilweise recht häufig in Bruchwäldern bei Weiden und Erlen.
Der Hautkopf ist mit verschiedenen Strauch-Weidenarten vergesellschaftet. Vor allem mit Kriech-Weiden (Salix repens), Ohr-Weiden (S. aurita) und Asch-Weiden (S. cinerea). Er wächst auf feuchten bis moorigem, stark sauren, humusreichen Sand- oder sandigen Lehmböden, oft an Ufern von Seen oder Flüssen. Die Fruchtkörper erscheinen von Juli bis Oktober.

## Systematik
Cortinarius cinnamomeoluteus wurde 1960 durch P.D. Orton beschrieben. Orton schrieb im Kommentar zu seiner Artdiagnose, dass er zwar glaube, dass „sein“ C. cinnamomeolutus mit Rob. Henrys C. cinnamomeolutescens identisch sei, (eine Art, die der französische Mykologe 1940 ohne lateinische Diagnose und daher ungültig beschrieben hatte), da er sich aber nicht sicher sei, ob sein C. cinnamomeolutus wirklich mit Henrys identisch ist, zöge er es vor, die Art neu zu beschreiben. Rob. Henry scheint C. cinnamomeolutescens als eigenständiges Taxon angesehen zu haben, denn er lieferte 1988 eine formal gültige Beschreibung seiner Art, was er nicht getan hätte, wenn er die Arten für synonym gehalten hätte. Dies steht im Widerspruch zur Taxonomie-Datenbank Index Fungorum, laut der die beiden Arten synonym sind.
Ein weiterer Punkt, der zu einer taxonomischen Verwirrung führte, ist die Tatsache, dass Orton bei der Artbeschreibung seine Art mit Dermocybe cinnamomea   (L.) Wünsche sensu Ricken, beziehungsweise mit C. cinnamomeus sensu Bresadola und J.E. Lange synonymisierte. Nach heutiger Auffassung ist D cinnamomea/ C. cinnamomeus im Sinne von Ricken, Bresadola und Lange synonym zu C. croceus, dem Safranblättrigen Hautkopf. C. croceus war ein Taxon, dass Orton nicht recht einzuordnen wusste. Daher übernahm er diesen Namen nicht, obwohl er auf eine mögliche Synonymität von C. cinnamomeolutescens und C. croceus hinwies. Da Orten C. cinnamomeoluteus niemals von C. croceus abgegrenzt hat, sahen spätere Autoren darin ein Synonym von C. croceus, dem Safrangelben Hautkopf.
Neuere molekularbiologische Untersuchungen haben gezeigt, dass die Holotypen der beiden Arten C. cinnamomeolutus und Dermocybe saligna (Weiden-Hautkopf) zur gleichen Art gehören. Da C. cinnamomeolutus der ältere Name ist, hat er Vorrang. Die Synonymität der beiden Arten war schon zuvor aufgrund der Ökologie und der Pigmentzusammensetzung vermutet worden. Schon bei seiner Artbeschreibung hatte Orton darauf hingewiesen, dass der Pilz besonders häufig an feuchten Standorten (damp woods) unter Weiden und Erlen wächst. Der Safrangelbe Hautkopf hingegen ist eine typische Nadelwaldart. Neben den heterotypischen Synonymen gibt es auch ein Homotypisches Synonym, da M.M. Moser 1967 das Taxon als Dermocybe cinnamomeolutea (P.D. Orton) M.M. Moser in die Gattung Dermocybe gestellt hat.
Nach Moser gehört die Art aufgrund ihrer Pigmentausstattung zur die Untergattung und Sektion Dermocybe und mit großer Wahrscheinlichkeit zur Stirps Palustris.

## Bedeutung
Der Gelbblättrige Zimt-Hautkopf gilt wie alle Hautköpfe als ungenießbar.

### Inhaltsstoffe
Die Hauptpigmente des Gelbblättrigen Zimt-Hautkopf sind der zitrongelb bis grünlich-gelb gefärbte Flavomannin-6.6'-dimethylether (FDM), der Anhydroflavomannin-9.10-chinon-6.6'-dimethylether (ADM), ein gelbes Oxidationsprodukt von FDM, sowie die beiden Anthrachinoncarbonsäuren Dermolutein (gelb) und Dermorubin (purpurrosa). In geringer Menge wurden auch 5-Chlorodermorubin (purpurrosa), Endocrocin (gelb), sowie die entsprechenden Anthrachinoncarbonsäure-Glykoside nachgewiesen. Außerdem kommen wohl weitere Oxidationsprodukte von FDM, beziehungsweise ADM vor, die gelb bis gelbbraun gefärbt sind. Der Zimtbraune (C. cinnamoneus), der Safranblättrige (C. croceus) und der Kupferrote Moor-Hautkopf (C. uliginosus) sind drei nahverwandte Arten, die eine nahezu identische Pigmentzusammensetzung haben.

Hauptpigmente von C. cinnamomeoluteus
Flavomannin-6.6'- dimethylether (grünlich gelb)
Dermolutein (gelb)
Dermorubin (purpurrosa)
5-Chlorodermorubin (purpurrosa)
Endocrocin (gelb)